# Stolzenau
Stolzenau là một đô thị ở huyện huyện Nienburg, trong bang Niedersachsen, nước Đức. Đô thị Stolzenau có diện tích km². Đô thị này nằm bên tả ngạn sông Weser, cự ly khoảng 20 km về phía tây nam của Nienburg, và 25 km về phía đông bắc của Minden.